# 1837
1837 (MDCCCXXXVII) byl rok, který dle gregoriánského kalendáře započal nedělí.

## Události
- 28. ledna – Michigan se stal 26. státem USA.
- 4. března – Demokrat Martin Van Buren se stal 8. americkým prezidentem.
- 10. května – V USA začala několikaletá finanční krize.
- 20. června – Zemřel britský král Vilém IV. a na trůn nastoupila královna Viktorie, která pak vládla do roku 1901.
- 13. července – Královna Viktorie opustila Kensingtonský palác a sídlem králů se stal Buckinghamský palác.
- 17. prosince – V petrohradském Zimním paláci vypukl třídenní požár, při kterém zemřelo 30 lidí.
- V Praze na Slovanském ostrově mlynář Václav Novotný postavil palác, který byl v roce 1840 pojmenován po arcivévodkyni Žofii Frederice Bavorské jako palác Žofín.

### Probíhající události
- 1817–1864 – Kavkazská válka

## Vědy a umění
- únor – anglický spisovatel Charles Dickens začal na pokračování vydávat román Oliver Twist.
- 7. dubna – Dánský spisovatel Hans Christian Andersen vydal pohádky Malá mořská víla a Císařovy nové šaty.
- 19. září – Jan Evangelista Purkyně poprvé formuloval svou buněčnou teorii stavby těl živočichů.
- 29. října – Premiéra opery Gaetana Donizettiho Robert Devereux v Teatro di San Carlo v Neapoli
- 2. prosince – V Paříži se konala premiéra opery francouzského skladatele Daniela Aubera Černé domino.
- Americký vynálezce Samuel Morse poprvé předvedl telegraf na elektromagnetickém principu a vytvořil telegrafní abecedu s proměnlivou délkou značky.
- Francouzský malíř a vědec Louis Daguerre popsal fotografický proces daguerrotypii.
- Přírodovědec Josef František Smetana vydal první českou učebnici astronomie Základowé Hvězdoslowj čili Astronomie.

## Narození

### Česko

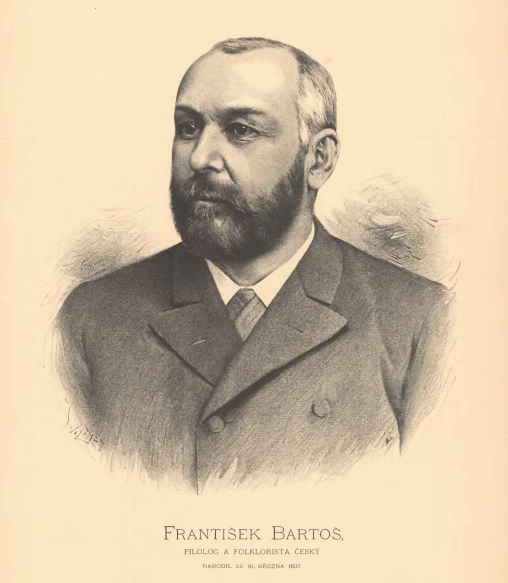
František Bartoš (* 16. března)

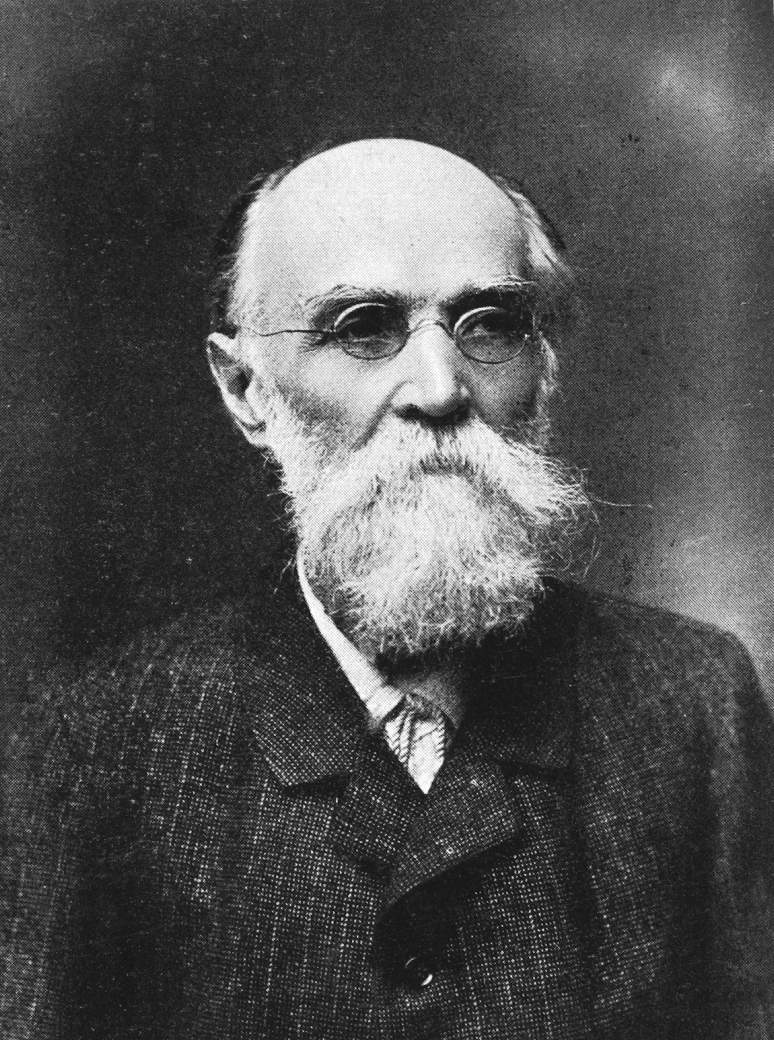
Jakub Husník (* 29. března)

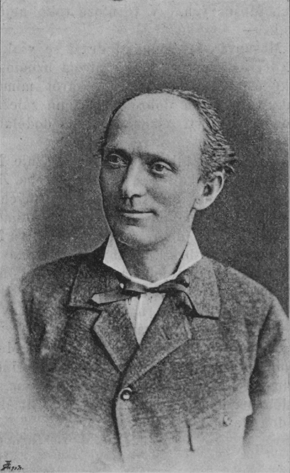
Jindřich Mošna (* 1. srpna)

- 5. ledna – Jan Drozd, kněz, středoškolský profesor a finančník († 23. září 1910)
- 18. ledna
  - Josef Herbig, poslanec Českého zemského sněmu († 12. října 1910)
  - Josef Šimáček, vinař († 29. prosince 1904)
- 19. ledna – Ludvík Šimek, sochař († 25. ledna 1886)
- 22. ledna – František Janeček, skladatel působící na Slovensku († 27. srpna 1909)
- 24. ledna – Alois Vojtěch Šmilovský, spisovatel († 20. června 1883)
- 12. února – Johann Haase, starosta Znojma († 18. srpna 1904)
- 4. března – Jindřich Václav Čapek, sochař († 19. října 1895)
- 16. března – František Bartoš, pedagog, jazykovědec a etnograf († 11. června 1906)
- 19. března – Josef Heinrich, poslanec Českého zemského sněmu a Říšské rady († 27. října 1908)
- 29. března – Jakub Husník, malíř († 26. března 1916)
- 17. dubna – Václav Munzar, poslanec Českého zemského sněmu, starosta Lázní Bělohrad († 7. dubna 1890)
- 29. dubna – Vilém Blažek, olomoucký kanovník a biskup († 6. března 1912)
- 9. května – Mamert Knapp, nakladatel a knihtiskař († 27. června 1896)
- 12. května – František Steiner, poslanec Českého zemského sněmu, starosta Kolína († 1. ledna 1916)
- 31. května – František Josef Mach, kapelník a skladatel († 1. července 1914)
- 6. června – Ferdinand Josef Lehner, kněz, pečoval o církevní hudbu, výtvarné umění a památky († 1. března 1914)
- 16. června – Adolf Průcha, varhaník a hudební skladatel († 20. října 1885)
- 20. června – Alois Neruda, violoncellista († 19. července 1888)
- 28. června – Emil Johann Lauffer, malíř († 31. května 1909)
- 12. července – Emanuel Zaufal, lékař († 8. února 1910)
- 19. července – Moritz Allé, astronom a matematik († 6. dubna 1913)
- 1. srpna
  - Jindřich Mošna, herec († 6. května 1911)
  - František Skrejšovský, právník, novinář a politik († 21. července 1902)
- 12. srpna – Anton Lux, starosta Moravské Ostravy) († 24. prosince 1889)
- 14. srpna – Jan Ludevít Procházka, klavírista a dirigent († 25. ledna 1899)
- 16. srpna – Josef Schöbl, profesor očního lékařství a zoolog († 6. dubna 1902)
- 29. srpna – Josef Cainer, varhaník a hudební skladatel († 21. května 1917)
- 20. září – František Tonner, poslanec Českého zemského sněmu († 22. února 1934)
- 8. října – František Havelec, poslanec Českého zemského sněmu a Říšské rady († 4. března 1879)
- 13. října – Rudolf Mayer, básník († 12. srpna 1865)
- 15. října – Josef Durdík, filozof († 30. června 1902)
- 17. října – Hynek Jaroslav Mejsnar, klasický filolog, překladatel z řečtiny, básník († 29. dubna 1895)
- 5. listopadu – Friedrich von Leitenberger, podnikatel a politik německé národnosti († 26. října 1899)
- 24. listopadu – Alfred Waldau, německy mluvící právník, spisovatel, překladatel z češtiny do němčiny († 3. února 1882)
- 4. prosince – Eduard Vodnařík, úředník, autor mluvnice maďarštiny († 1. května 1917)
- 12. prosince – Hynek Palla, hudební skladatel a propagátor Sokola († 24. července 1896)
- 20. prosince – Anton Foerster, skladatel, dirigent a hudební pedagog († 17. června 1926)

### Svět

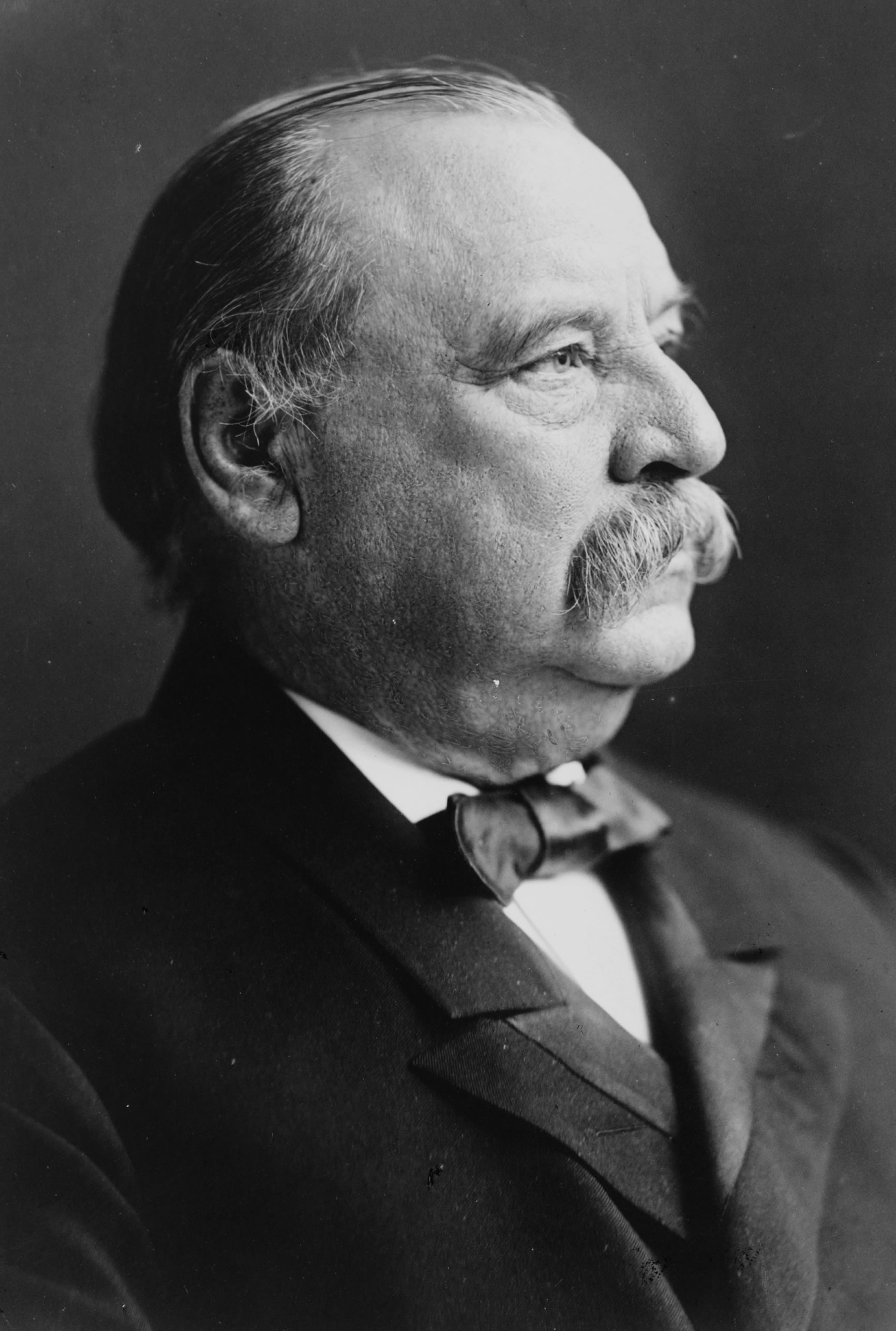
Grover Cleveland (* 18. března)

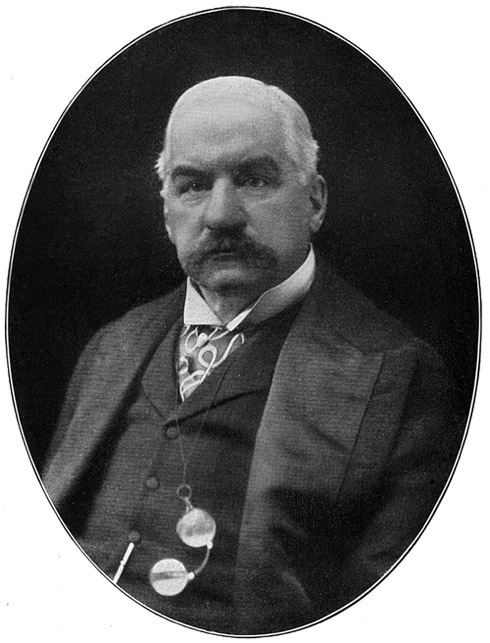
John Pierpont Morgan (* 17. dubna)

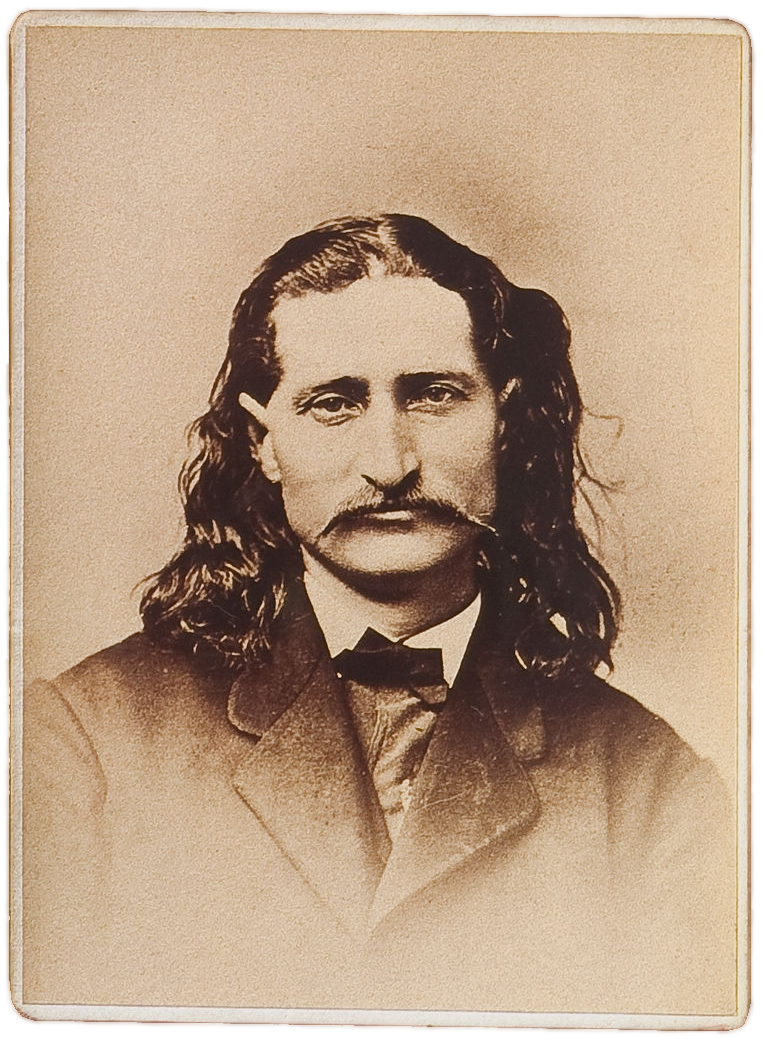
Wild Bill Hickok (* 27. května)

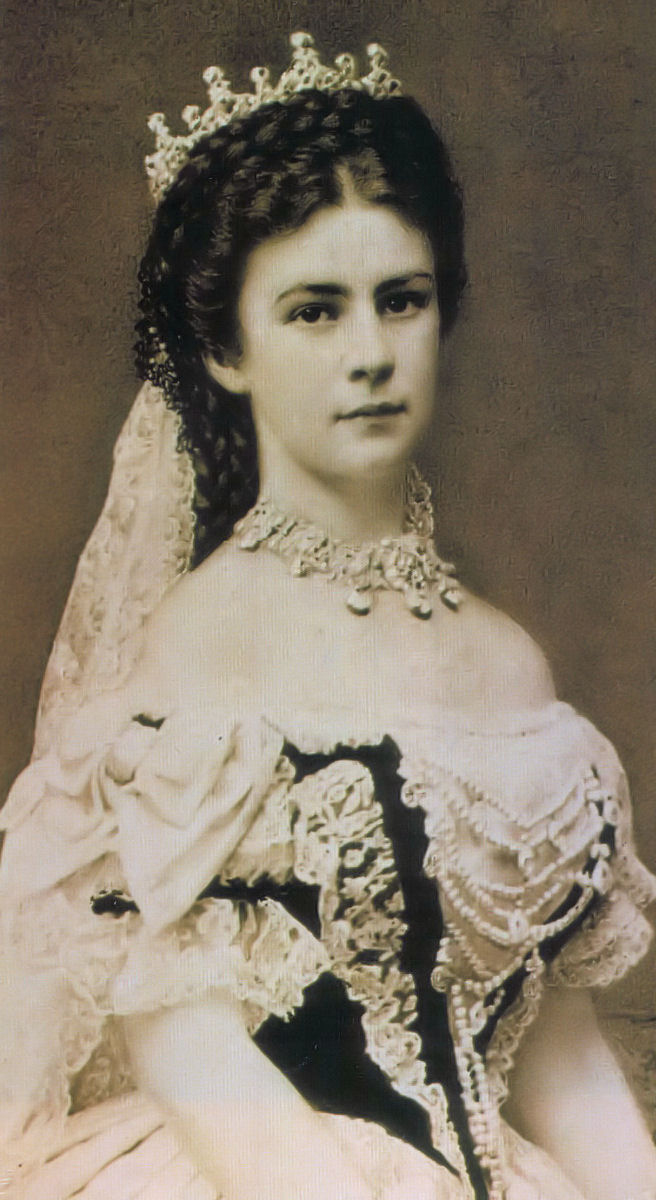
Alžběta Bavorská (* 24. prosince)

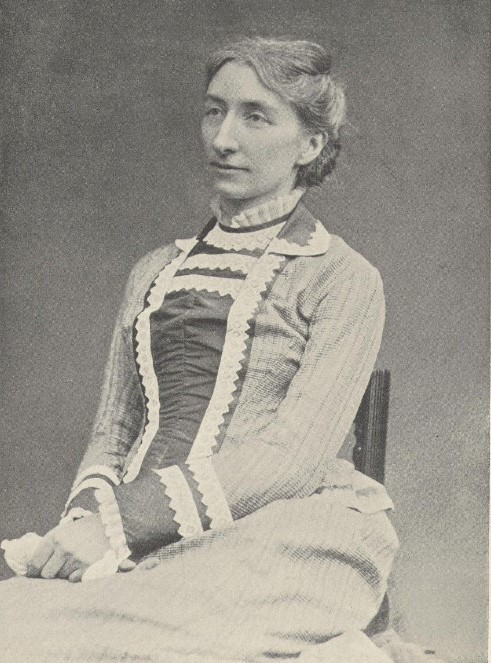
Cosima Wagnerová (* 24. prosince)

- 2. ledna – Milij Alexejevič Balakirev, ruský skladatel, klavírista a dirigent († 29. května 1910)
- 7. ledna – Milan Piroćanac, srbský politik, právník, premiér († 1. března 1897)
- 25. ledna – Tomioka Tessai, japonský malíř († 31. prosince 1924)
- 17. února – Pierre Auguste Cot, francouzský malíř († 2. srpna 1883)
- 22. února – Leopoldina Bádenská, princezna z Hohelohe-Langenburgu († 23. prosince 1903)
- 24. února – Rosalía de Castro, spisovatelka píšící v galicijštině († 15. července 1885)
- 27. února – Carl Weisshuhn, slezský podnikatel († 4. ledna 1919)
- 1. března – Ion Creangă, rumunský spisovatel († 31. prosince 1889)
- 7. března – Henry Draper, americký fyzik a astronom († 20. listopadu 1882)
- 18. března – Grover Cleveland, americký prezident († 24. června 1908)
- 24. března – Filip Belgický, druhorozený syn belgického krále Leopolda I. († 17. listopadu 1905)
- 5. dubna – Algernon Charles Swinburne, britský básník a literární kritik († 10. dubna 1909)
- 6. dubna
  - Ignaz Kolisch, rakousko-uherský bankéř a šachový mistr († 30. dubna 1889)
  - Eugène Cuvelier, francouzský fotograf († 31. října 1900)
- 17. dubna – John Pierpont Morgan, americký bankéř († 31. března 1913)
- 20. dubna – Georg Ossian Sars, norský mořský biolog († 9. dubna 1927)
- 21. dubna – Fredrik Bajer, dánský spisovatel, nositel Nobelovy ceny za mír († 22. ledna 1922)
- 29. dubna – Georges Boulanger, francouzský generál a politik († 30. září 1891)
- 9. května – Adam Opel, zakladatel společnosti Opel († 8. září 1895)
- 23. května – Anatole Mallet, švýcarský inženýr († 10. října 1919)
- 27. května
  - Wild Bill Hickok, legendární postava amerického Divokého Západu († 2. srpna 1876)
  - Illarion Voroncov-Daškov, ruský generál a generální guvernér Kavkazu († 16. ledna 1916)
- 31. května
  - Ernest Daudet, francouzský spisovatel a novinář († 21. srpna 1921)
  - William Henry Fitzhugh Lee, americký konfederační generál († 15. října 1891)
- 7. června – Alois Hitler, rakouský celník, otec Adolfa Hitlera († 3. ledna 1903)
- 8. června – Ivan Nikolajevič Kramskoj, ruský malíř, zakladatel uměleckého sdružení Artěl († 5. dubna 1887)
- 9. června – Michael Rua, rektor major selesiánů († 6. dubna 1910)
- 12. června – Jan IV. Etiopský, etiopský císař († 10. březen 1889)
- 14. června
  - Walery Rzewuski, polský fotograf a komunální politik († 18. listopadu 1888)
  - John Thomson, skotský fotograf a cestovatel († 29. září 1921)
- 17. června – Alexander Skene, skotský gynekolog († 4. července 1900)
- 22. června – Paul Morphy, americký šachista († 10. července 1884)
- 23. června – Ernest Guiraud, francouzský hudební skladatel a pedagog († 6. května 1892)
- 8. července – Ivan Nikolajevič Kramskoj, ruský malíř († 5. dubna 1887)
- 12. července – Jacob Jonathan Aars, norský filolog († 22. září 1908)
- 15. července – Stefanie Hohenzollern-Sigmaringen, portugalská královna († 17. července 1859)
- 16. července – Andrej Karelin, ruský malíř a fotograf († 12. srpna 1906)
- 18. července – Vasil Levski, bulharský vlastenec a revolucionář († 18. února 1873)
- 25. července – Georg von Kopp, německý kardinál a vratislavský arcibiskup († 4. března 1914)
- 1. srpna – Mary Harris Jones, americká socialistka († 30. listopadu 1930)
- 11. srpna – Marie François Sadi Carnot, francouzský politik († 25. června 1894)
- 12. srpna – Sven Berggren, švédský botanik († 28. června 1917)
- 30. srpna – Ellen Arthurová, manželka 21. prezidenta USA Chestera Arthura († 12. ledna 1880)
- 31. srpna – Édouard Jean-Marie Stephan, francouzský astronom († 31. prosince 1923)
- 5. září – Harald Paetz, dánský herec a fotograf († 21. listopadu 1895)
- 12. září – Ludvík IV. Hesenský, hesenský velkovévoda († 13. března 1892)
- 16. září – Petr V. Portugalský, portugalský král († 11. listopadu 1861)
- 2. října – Reinhold Wilhelm Buchholz, německý herpetolog a karcinolog († 17. dubna 1876)
- 4. října – Elizabeth Jane Gardnerová, francouzská malířka († 28. ledna 1922)
- 10. října – Jošinobu Tokugawa, poslední šógunem šógunátu Tokugawa († 21. listopadu 1913)
- 21. října – Marie-Louise O'Murphy, francouzská kurtizána, milenka krále Ludvíka XV. († 11. prosince 1814)
- 29. října – John Herschel, britský plukovník, geodet a astronom († 31. května 1921)
- 16. listopadu – Franz Camille Overbeck, německý protestantský teolog († 26. července 1905)
- 23. listopadu – Johannes Diderik van der Waals, nizozemský fyzik († 8. března 1923)
- 26. listopadu – John Alexander Reina Newlands, britský analytický chemik († 29. července 1898)
- 7. prosince – Johann Nepomuk Wilczek, rakouský polární průzkumník a mecenáš umění († 27. ledna 1922)
- 8. prosince
  - Louis Ducos du Hauron, francouzský fotograf († 31. srpna 1920)
  - Ilja Čavčavadze, gruzínský spisovatel a politik († 12. září 1907)
- 9. prosince – Émile Waldteufel, francouzský skladatel († 12. února 1915)
- 24. prosince
  - Hans von Marées, německý malíř († 5. června 1887)
  - Cosima Wagnerová, dcera skladatele Franz Liszta († 1. dubna 1930)
  - Alžběta Bavorská, rakouská císařovna († 10. září 1898)
- ? – David Wilkie Wynfield, britský malíř a fotograf († 1887)
- ? – Serfiraz Hanım, konkubína osmanského sultána Abdulmecida I. († 9. června 1905)

## Úmrtí
Česko
- 28. února – Jan Melič, lékař-porodník (* 7. května 1763)
- 24. května – František Dobromysl Trnka, učitel jazyků a překladatel (* 13. února 1798)
- 11. června – Antonín Langweil, tvůrce modelu Prahy (* 13. června 1791)

Svět

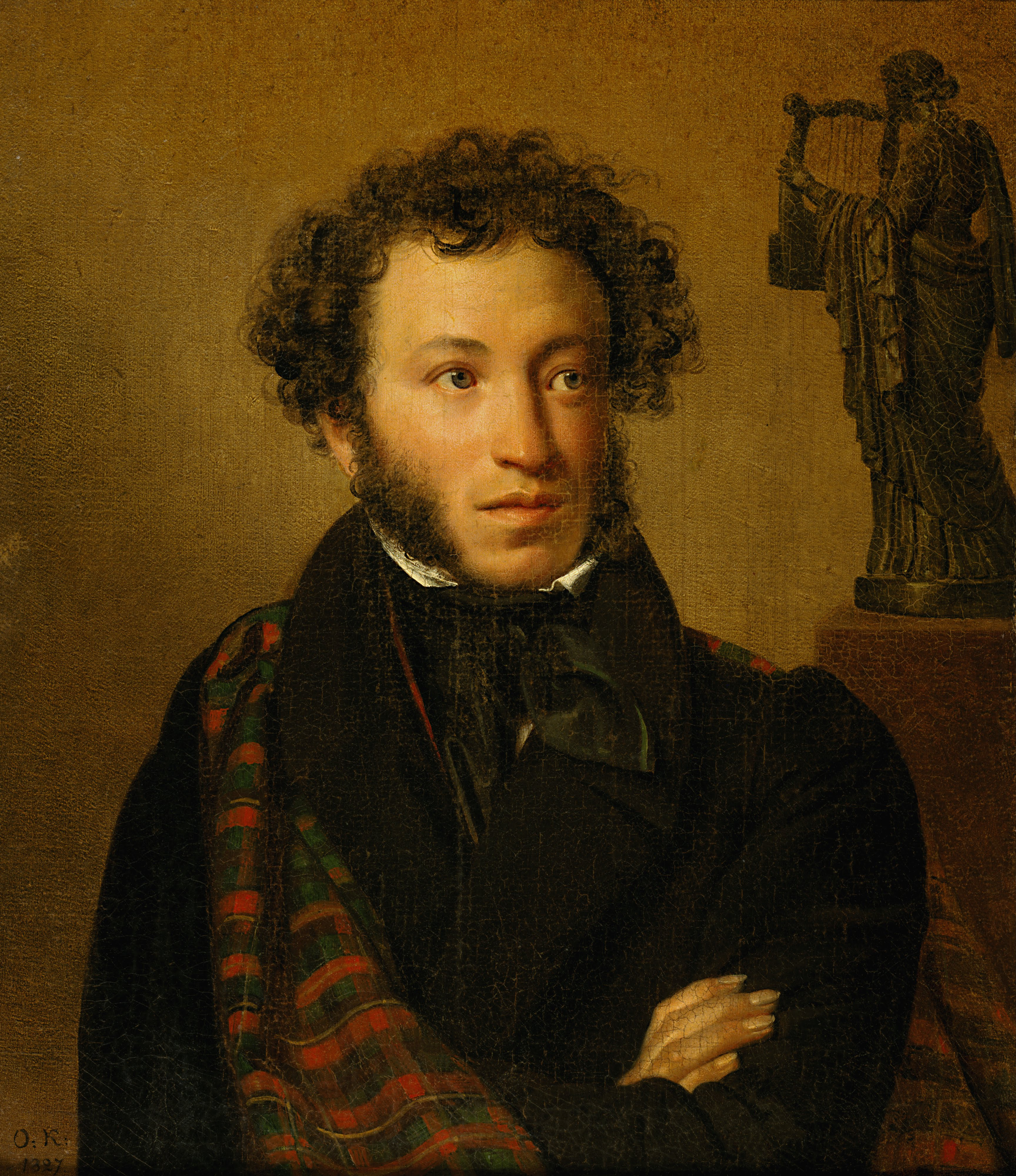
Alexandr Sergejevič Puškin († 10. února)

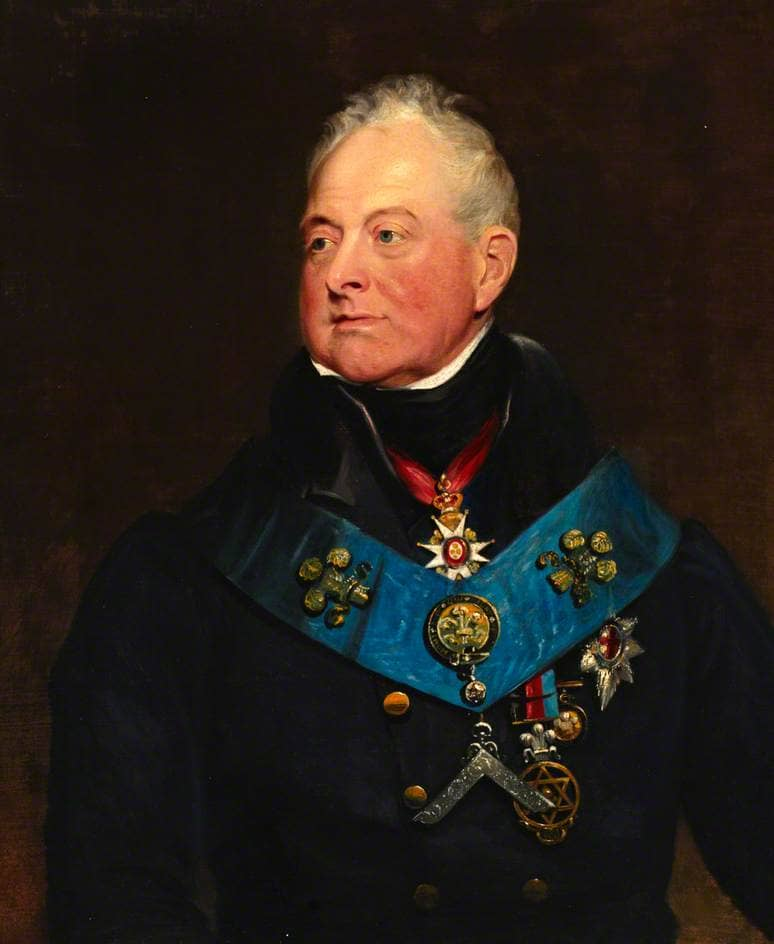
Vilém IV. († 20. června)

- 11. ledna – François Gérard, francouzský malíř (* 4. května 1770)
- 15. ledna – Carl Erik Mannerheim, finsko-švédský šlechtic a politik (* 14. prosince 1759)
- 23. ledna – John Field, irský hudební skladatel, klavírista a hudební pedagog (* 26. července 1782)
- 1. února – Fridrich František I. Meklenbursko-Zvěřínský, meklenbursko-zvěřínský velkovévoda (* 10. prosince 1756)
- 7. února – Gustav IV. Adolf, švédský král (* 11. listopadu 1778)
- 10. února – Alexandr Sergejevič Puškin, ruský básník, prozaik a dramatik (* 6. června 1799)
- 12. února – Ignaz Rösler, zakladatel nožířského průmyslu v Mikulášovicích (* 1. srpna 1765)
- 13. února – Mariano José de Larra, španělský romantický prozaik (* 24. března 1809)
- 16. února – Jóska Sobri, uherský lupič (* 1810)
- 19. února – Georg Büchner, německý dramatik (* 19. února 1813)
- 21. března – Matúš Blaho, slovenský náboženský spisovatel a evangelický duchovní (* 18. srpna 1772)
- 31. března – John Constable, britský malíř (* 11. června 1776)
- 18. května – Marguerite Gérard, francouzská malířka (* 28. ledna 1761)
- 9. června – Anna Maria Taigi, italská blahoslavená katolické církve (* 29. května 1769)
- 14. června – Giacomo Leopardi, italský básník (* 29. června 1798)
- 16. června – Valentino Fioravanti, italský hudební skladatel (* 11. září 1764)
- 20. července – Vilém IV. Britský, král Velké Británie (* 21. srpna 1765)
- 28. července – Joseph Schubert, německý houslista a skladatel (* 20. prosince 1754)
- 5. května – Niccolò Antonio Zingarelli, italský hudební skladatel (* 4. dubna 1752)
- 22. září – William George Horner, britský matematik (* 1786)
- 25. září – Francis Greenway, australský architekt (* 22. listopadu 1777)
- 30. září – Cchulthim Gjamccho, 10. tibetský dalajlama (* 29. března 1816)
- 5. října – Hortense de Beauharnais, holandská královna (* 10. dubna 1783)
- 6. října – Jean-François Le Sueur, francouzský hudební skladatel, dirigent a pedagog (* 15. února 1760)
- 10. října – Charles Fourier, francouzský utopický socialista (* 7. dubna 1772)
- 12. října – Vilemína Pruská, nizozemská královna (* 18. listopadu 1774)
- 17. října – Johann Nepomuk Hummel, rakouský hudební skladatel (* 14. listopadu 1778)
- 26. října – Arthur Woolf, britský konstruktér parních strojů (* listopad 1766)
- 4. listopadu – Jean-Louis Alibert, francouzský lékař (* 2. května 1768)
- ? – Christoph von Passy, rakouský právník a pedagog činný v Olomouci (* 17. listopadu 1763)
- ? – Edward Donovan, irský zoolog (* 1768)
- ? – John Fearn, britský objevitel (* 1768)
- ? – Jacques Mouret, francouzský šachista (* 1787)
- ? – William Schlumberger, francouzský šachista (* 1800)

## Hlavy států

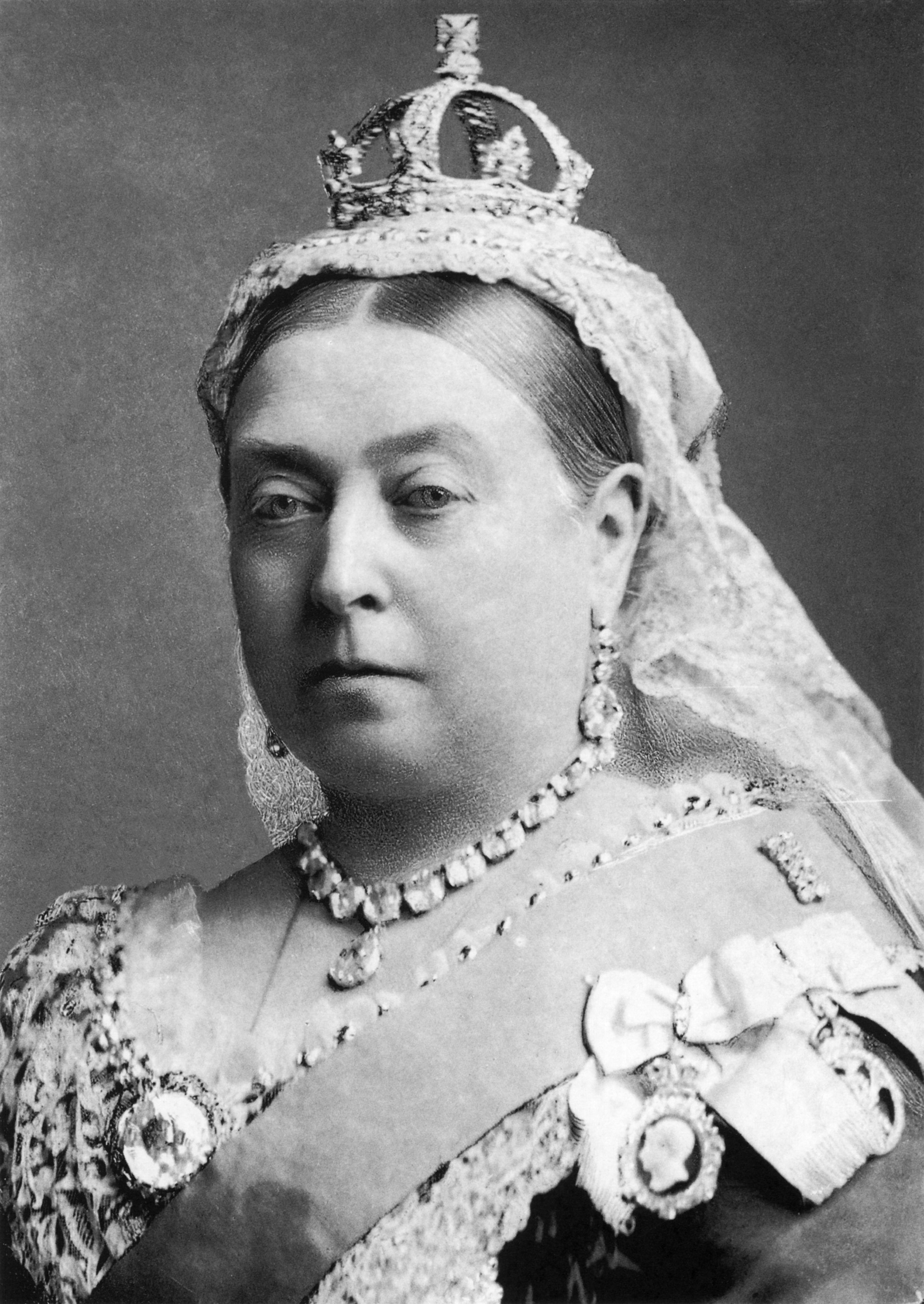
Britskou královnou se stala Viktorie.

- Francie – Ludvík Filip (1830–1848)
- Království obojí Sicílie – Ferdinand II. (1830–1859)
- Osmanská říše – Mahmut II. (1808–1839)
- Prusko – Fridrich Vilém III. (1797–1840)
- Rakouské císařství – Ferdinand I. (1835–1848)
- Rusko – Mikuláš I. (1825–1855)
- Spojené království – Vilém IV. (1830–1837) do 20. června / Viktorie (1837–1901) od 20. června
- Španělsko – Isabela II. (1833–1868)
- Švédsko – Karel XIV. (1818–1844)
- USA – Andrew Jackson (1829–1837) do 4. března / Martin Van Buren (1837–1841) od 4. března
- Papež – Řehoř XVI. (1830–1846)
- Japonsko – Ninkó (1817–1846)
- Lombardsko-benátské království – Rainer Josef Habsbursko-Lotrinský